# Ив Набиев

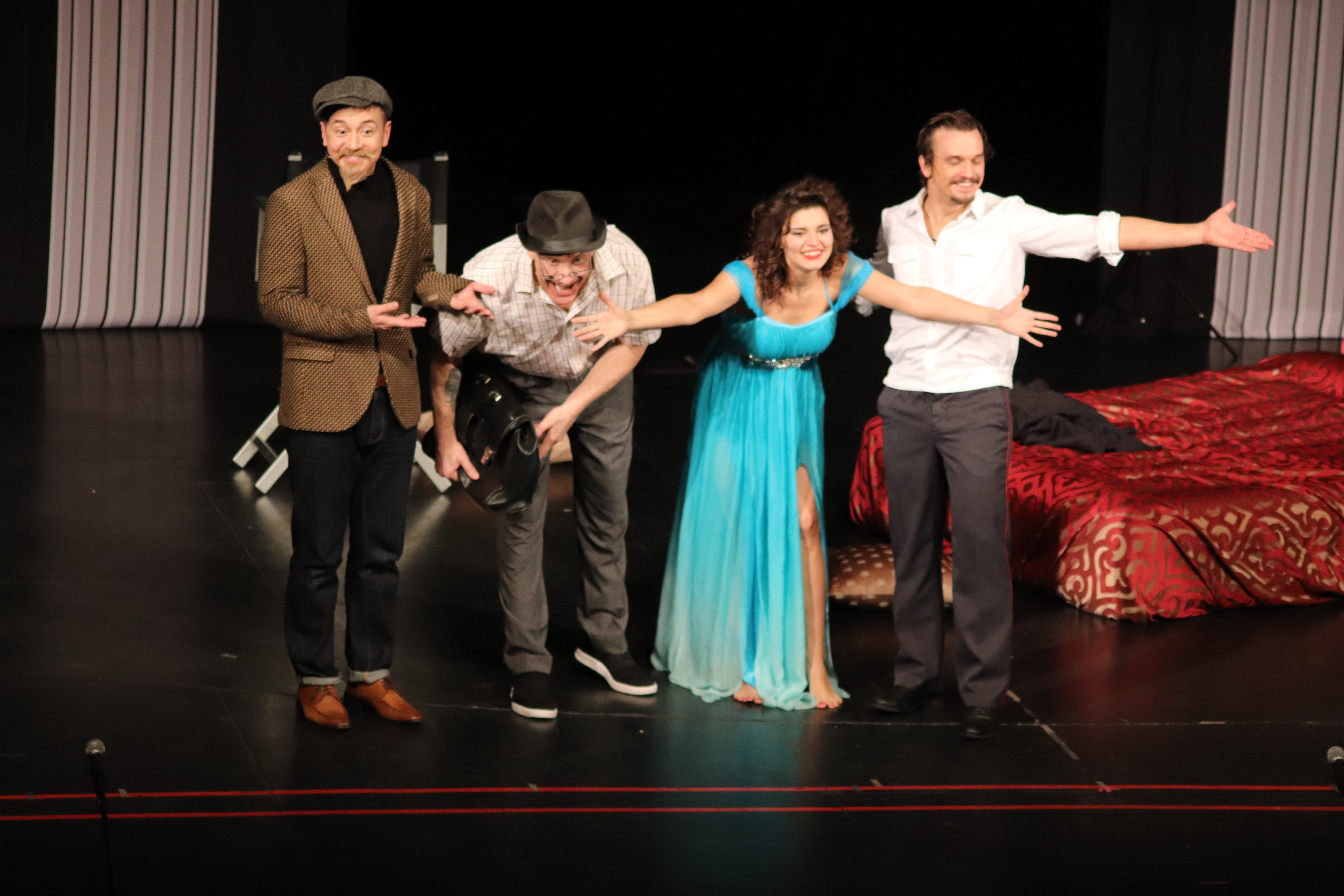
Антреприза «Камера! Мотор!». Ив Набиев, Игорь Жижикин.

Ива́н Эльда́рович Агафо́нов (род. 15 сентября 1985, посёлок Майский Пермской области), более известный под сценическим псевдонимом Ив Наби́ев, — российский певец, актёр театра, суперфиналист восьмого сезона «Голос», победитель шоу «Успех». С 2016 года фронтмен группы «MenHouzen». Член Союза писателей России.

## Биография
Иван родился 15 сентября 1985 года в поселке Майский Краснокамского района Пермского края. В его семье к музыке отношения никто не имел. Но в возрасте шести лет мама обнаружила у Ивана хороший слух и отдала сына в детскую музыкальную студию.
После окончания школы поступил в Казанское Театральное училище, которое окончил в 2004 году. Далее продолжил образование в училище им. Гнесиных в Москве, которое окончил в 2009 году, на вокальном отделении.
В 2003 году участвовал в музыкальном проекте «Народный артист», а в 2014 году стал участником проекта «Артист» на телеканале Россия-1.
С 2009 года ведущий актёр Театра Алексея Рыбникова. Исполнитель главной партии Хоакина в рок-опере Звезда и смерть Хоакина Мурьеты. Также исполнитель партий Федерико, Румянцева и Отца Ювеналия в рок-опере Юнона и Авось. Исполнитель партий Кота Базилио и Звездочёта в детском мюзикле Буратино.
В 2017 записал сингл «Родина футбола» в составе группы «Санкт-Петербург», который представил на фестивале «Белые ночи Санкт-Петербурга».
В 2017 году Ив принял участие в вокальном шоу «Успех» на телеканале СТС и стал победителем, не оставив шанса конкурентам.
В феврале 2018 года принял участие в телевизионной игре «Сто к одному», став капитаном питерской команды «Культурная столица». Является резидентом множества шоу-проектов на различных телеканалах, таких как «Кто хочет стать миллионером» — 1 Канал, «А ну-ка все вместе» (в качестве члена жюри) — телеканал Россия, «Назад в будущее» — телеканал «Мир» и множества других.
В ноябре 2019 года записал первую авторскую песню «Корабль из салфетки».
Осенью 2019 года Ив Набиев стал участником шоу «Голос» 8 сезон на Первом канале, наставниками которого стали Валерий Сюткин, Полина Гагарина и Константин Меладзе. Стал суперфиналистом данного шоу и занял 3-е место, сражаясь в финале конкурса, прямая трансляция которого состоялась 1 января 2020 года на 1 Канале.
12 июня 2020 года вышел дебютный EP-альбом, получивший название «Корабль из салфетки». В его состав вошли 6 композиций: «Зая»(слова и музыка Иван Окулов), «11 минут» (слова и музыка Василий Киреев), «Герой» и «Сказка»(слова и музыка Сергей Шумаков), «Музыка Морриконе» и «Корабль из салфетки» (слова и музыка Татьяна Залужная).
11 сентября 2020 года вышел сингл «Битва за любовь».
25 сентября 2020 года вышел второй EP-альбом, получивший название «Мамина звезда». В его состав вошли 6 композиций: «Слова», «Родина», «Зима», «Битва за любовь», «Шикарный вид» (слова и музыка Сергей Шумаков), «Дорога в ноль» (слова и музыка Григорий Ермилов).
1 ноября 2020 года вышел сингл «Венера», записанный дуэтом с Натальей Сидорцовой.
В период пандемии коронавируса дал серию онлайн концертов, состоящих полностью из авторских песен коллектива.
19 сентября 2021 года на концерте по поводу прошедшего Дня рождения близкие друзья подарили Ивану собственную студию звукозаписи в центре Москвы. Студия и получила такое название — StudioIv.
Летом 2022 года вышел мюзикл «Сезон дождей», в котором Иван исполнил главную роль.
23 сентября 2022 года на 1 Канале стартовало новое вокальное шоу «Фантастика», в котором Иван принял участие под аватаром Триггера.
4 января 2023 года с большим успехом впервые в Москве в КЦ «Меридиан» прошёл спектакль «Камера! Мотор!», где Иван исполнил главную роль. Его партнёром по сцене выступил Игорь Жижикин. Так как Иван поющий артист — в сценарий были внесены правки, и в спектакле появилась сцена, где он исполняет песню «Sway».

## Семья
- Мать — Татьяна Агафонова, 15.01.1953 г.р.
- Отец — Захид Набиев, расстались с матерью до рождения Ивана. Во время гастролей в Баку Иван пытался узнать о своем отце, но получил информацию, что тот был убит в 1985 году вскоре после рождения Ивана. Об этой истории Иван рассказал в эфире передачи Первого канала Модный приговор в 2018 г. После эфира родственники отца разыскали Ивана, и впервые он встретился со своим отцом в 2018 году. Захида можно было увидеть в эфирах шоу Голос в группе поддержки Ивана. Это было впервые за всю жизнь, когда Иван, мать и отец встретились вместе.